# Judith Kanakuze
Judith Kanakuze (née le 19 septembre 1959 – morte le 7 février 2010) est une femme politique et féministe rwandaise. Ayant travaillé dans plusieurs domaines, dont la nutrition et le service public, elle devient une personnalité politique reconnue après le génocide des Tutsis au Rwanda en 1994, au cours duquel elle a perdu plusieurs proches.
Kanakuze fonde le Réseau des Femmes et défend le droit des femmes au cours, notamment, des accords d'Arusha. Elle est élue au parlement du Rwanda en 2003 et en 2008. Au cours de ses mandats, elle présidera le Rwanda Women Parliamentary Forum (en).

## Biographie
Judith Kanakuze naît le 19 septembre 1959 dans le district de Rusizi, au Rwanda. Elle a étudié la démographie à l'université. Enseignante pendant deux ans au début des années 1980, elle devient par la suite nutritionniste. Kanakuze a travaillé comme Superviseur national des centres nutritionnels du Rwanda durant quatre ans et, après, elle a organisé un projet d’économie d’énergie domestique avec SNV Netherlands Development Organization (en). En 1992, elle a dirigé quelques avec le Ministère de la fonction publique. Elle a représenté les femmes et les enfants dans les accords d'Arusha dans ce moment, aussi.
Au cours du génocide de 1994, elle perd plusieurs proches Tutsis, assassinés dans une église de Kibuye.
Après le conflit, elle est retournée au Rwanda d'un camp de réfugiés au Goma pour rouvrir une coopérative de crédit des femmes qui spécialise dans la microfinance et qui offert l'instruction et les programmes de la résolution de conflit. De plus, Kanakuze a fondé l'organisation des femmes Réseau des Femmes pour laquelle elle était consultante durant les années 1990.  
Kanakuze a été choisie d'être membre du Commission Constitutionnelle du Rwanda de 2001 où elle a servi comme avocate d'égalité entre les genres,,. Elle était une des trois membres femelles de cette commission. Elle a aidé dans la création de beaucoup de clauses constitutionnelles liées à genre. La plus importante de ces clauses était un quota de genre. Ce quota oblige que le gouvernement doit être composé d'au moins 30% de femmes, ou plus. Après la création de cette loi, des femmes rwandaises ont rejoint les comités gouvernementaux qui ont été dominés par les hommes et ont été reconnues pour leurs contributions aux politiques qui ne concernent pas les problèmes de genre. En 2003, les femmes occupaient presque une moitié des sièges au parlement et Kanukaze a été élue au parlement, aussi. L'année après, elle a présidé le Forum parlementaire des femmes du Rwanda (en), un forum qui a créé des lois qui adressent l'égalité de genre dans le gouvernement. Kanakuze a été membre du Comité parlementaire permanent sur la promotion des femmes et des familles. Son travail législatif le plus important est une loi contre la violence genrée— notamment les violences conjugales et le viol— en 2008. Cette loi a établi une définition légale de viol et était la première législation introduite par le parlement depuis l'élection de 2003. Kanakuze a été réélue comme une membre Front patriotique rwandais (FRP) en 2008. 
Kanukaze est morte d'une maladie le 7 février 2010 à l'âge de 51 ans. Le parlement a fermé pour une journée de deuil et d’honneur à sa mémoire.